# Paul Corrodi
Paul Corrodi (Riesbach, thans gemeente Zürich, 21 december 1892 - Meilen, 22 januari 1964), was een Zwitsers politicus.
Paul Corrodi volgde onderwijs in Zürich en studeerde van 1911 tot 1916 rechten in dezelfde stad. Vanaf 1918 was hij als advocaat werkzaam. Van 1919 tot 1924 was hij secretaris van het hooggerechtshof te Zürich, van 1924 tot 1931 was hij schrijver bij het districtsgerechtshof in Meilen en van 1931 tot 1939 president van het hooggerechtshof te Zürich.
Paul Corrodi was lid van de Bauern-, Gewerbe- und Bürgerpartei (Boeren-, Arbeiders- en Burgerpartij) en was voor die partij lid van de Regeringsraad van het kanton Zürich (1939-1947). Hij beheerde het departement van Openbare Werken. Van 1 mei 1944 tot 30 april 1945 was hij voorzitter van de Regeringsraad (dat wil zeggen regeringsleider) van het kanton Zürich.
Paul Corrodi was van 1938 tot 1947 lid van de bestuursraad van het elektriciteitsbedrijf Nordostschweizerische Kraftwerke (NOK) en sedert 1942 vicevoorzitter van de bestuursraad. Van 1947 tot 1951 was hij directeur van de NOK.
Van 1951 tot 1963 was hij bondsrechter.
Paul Corrodi was auteur van ca. 300 werken over heimatkunde (een soort volkenkunde) in het kanton Zürich). Hij overleed op 71-jarige leeftijd in Zürich.